# Kevin Porter
Kevin Porter (Chicago, 17 aprile 1950) è un ex cestista e allenatore di pallacanestro statunitense, professionista nella NBA.

## Carriera
Venne selezionato dai Baltimore Bullets al terzo giro del Draft NBA 1972 (39ª scelta assoluta).
È il giocatore con la più alta media di assist a partita in carriera in NBA (8,1 assist a partita) a non essere mai stato selezionato per un All-Star Game.

## Statistiche
| † | Denota una stagione in cui ha vinto il titolo NBA |
| * | Primo nella lega                                  |
| * | Record                                            |

### NBA

#### Regular Season
| Anno      | Squadra            | PG  | PT | MP   | TC%  | 3P%  | TL%  | RP  | AP    | PRP | SP  | PP   |
| --------- | ------------------ | --- | -- | ---- | ---- | ---- | ---- | --- | ----- | --- | --- | ---- |
| 1972-1973 | Baltimore Bullets  | 71  | -  | 17,1 | 45,5 | -    | 61,4 | 1,0 | 3,3   | -   | -   | 6,6  |
| 1973-1974 | Capital Bullets    | 81  | -  | 28,9 | 47,8 | -    | 72,3 | 2,2 | 5,8   | 1,2 | 0,1 | 14,0 |
| 1974-1975 | Washington Bullets | 81  | -  | 32,0 | 49,1 | -    | 70,4 | 1,9 | 8,0*  | 1,9 | 0,1 | 11,6 |
| 1975-1976 | Detroit Pistons    | 19  | -  | 36,2 | 42,1 | -    | 75,0 | 2,3 | 10,2  | 1,8 | 0,2 | 12,6 |
| 1976-1977 | Detroit Pistons    | 81  | -  | 26,1 | 51,2 | -    | 72,9 | 1,2 | 7,3   | 1,1 | 0,1 | 8,9  |
| 1977-1978 | Detroit Pistons    | 8   | -  | 15,9 | 45,2 | -    | 69,2 | 1,9 | 4,5   | 0,6 | 0,0 | 4,6  |
| 1977-1978 | N.J. Nets          | 74  | -  | 36,3 | 47,0 | -    | 76,5 | 2,7 | 10,8* | 1,6 | 0,2 | 16,2 |
| 1978-1979 | Detroit Pistons    | 82* | 82 | 37,4 | 48,1 | -    | 72,2 | 2,5 | 13,4* | 1,9 | 0,1 | 15,4 |
| 1979-1980 | Washington Bullets | 70  | -  | 21,3 | 45,9 | 0,0  | 80,3 | 1,2 | 6,5   | 0,8 | 0,2 | 7,3  |
| 1980-1981 | Washington Bullets | 81  | -  | 31,8 | 51,9 | 25,0 | 77,3 | 1,5 | 9,1*  | 1,4 | 0,1 | 13,4 |
| 1982-1983 | Washington Bullets | 11  | 0  | 19,1 | 52,5 | -    | 83,3 | 0,5 | 4,2   | 0,9 | 0,0 | 4,3  |
| Carriera  | Carriera           | 659 | 82 | 29,0 | 48,3 | -    | 73,7 | 1,8 | 8,1   | 1,4 | 0,1 | 11,6 |

#### Playoffs
| Anno     | Squadra            | PG  | PT | MP   | TC%  | 3P% | TL%  | RP  | AP  | PRP | SP  | PP   |
| -------- | ------------------ | --- | -- | ---- | ---- | --- | ---- | --- | --- | --- | --- | ---- |
| 1973     | Baltimore Bullets  | 4   | -  | 10,3 | 50,0 | -   | -    | 0,5 | 2,3 | -   | -   | 3,0  |
| 1974     | Capital Bullets    | 7   | -  | 27,9 | 38,8 | -   | 64,3 | 2,4 | 4,6 | 1,1 | 0,0 | 10,7 |
| 1975     | Washington Bullets | 17* | -  | 36,8 | 50,3 | -   | 66,7 | 2,4 | 7,3 | 1,2 | 0,0 | 14,4 |
| 1977     | Detroit Pistons    | 3   | -  | 20,3 | 35,7 | -   | 66,7 | 2,0 | 5,7 | 0,3 | 0,0 | 5,3  |
| 1980     | Washington Bullets | 2   | -  | 24,5 | 43,8 | 0,0 | 40,0 | 1,0 | 4,5 | 1,5 | 0,0 | 8,0  |
| Carriera | Carriera           | 33  | -  | 29,4 | 46,3 | 0,0 | 64,9 | 2,1 | 5,8 | 1,1 | 0,0 | 11,0 |

## Palmarès
- 4 volte miglior passatore NBA (1975, 1978, 1979, 1981)